# Meryem Benm'Barek-Aloïsi
Meryem Benm'Barek-Aloïsi (Rabat, 21 de julho de 1984) é uma cineasta e roteirista marroquina.